# Shingo Munakata
Shingo Munakata (棟方 真吾) (Sapporo, Japão, 30 de abril de 1982) é um ex-futebolista japonês que atuava como meia.
Sua altura é de 1m72cm e pesava 70 quilos em 2012.

## Carreira
Shingo foi revelado pelo Consadole Sapporo, clube de sua cidade natal. Em 2003, transferiu-se para o F.C. Tokyo, também do Japão. Após uma ótima atuação[carece de fontes?], foi contratado pelo Real Mallorca, da Espanha. Em 2005 foi para o  Nuremberg, da Alemanha. Em 2007 retornou para o Japão, novamente atuando pelo Consadole Sapporo, onde permaneceu até 2008, até ser contratado pelo Caxias do Brasil.